# 먹거나 먹히거나
먹거나 먹히거나(Dog Eat Dog)는 미국에서 제작된 폴 슈레이더 감독의 2016년 액션, 범죄, 드라마, 스릴러 영화이다. 니콜라스 케이지 등이 주연으로 출연하였고 마크 얼 버만 등이 제작에 참여하였다.

## 출연

### 주연
- 니콜라스 케이지
- 윌렘 대포
- 크리스토퍼 매튜 쿡

### 조연
- 루이자 크로즈
- 멜리사 볼로나
- 폴 슈레이더
- 닉키 웰란
- 마기 아빌라
- 존 패트릭 조던
- 오마 J. 도시
- 레이날도 갈레고스

## 제작진
- 원작자: 에드워드 번커
- 미술: 그레이스 윤
- 시각효과: 예브겐 스코로보가트코
- 의상: 올가 밀
- 배역: 킴 콜맨